# Kassay Miklós
Kassay Miklós, írói álneve: Kass Miklós (Bukarest, 1936. október 26. – Kolozsvár, 2021. január 3.) romániai magyar prózaíró, újságíró.

## Életútja
Középiskoláit Székelyudvarhelyen végezte (1954), a Babeș–Bolyai Egyetem jogi karán szerzett diplomát (1963). Közgazdász, a Korunk szerkesztőségében dolgozott. Első írása az Utunkban jelent meg (1959). Riportjait, karcolatait, novelláit a Brassói Lapok, Hargita, Vörös Zászló, Vörös Lobogó, Előre, Szabad Szó, Ifjúmunkás, Igazság közölte. Egy ember az árokban című kisregénye a Brassói Lapokban jelent meg folytatásokban (1969).
Tíz riportot tartalmazó első kötetét Idegenbe reggel érkezz címmel 1976-ban a Kriterion adta ki, a kötetet Kabán József fotói illusztrálják. Ezek a ritkaságszámba menő „lélektani riportok” (Kormos Gyula) az egyéni sorsokat, a lélek mélységeit kutatják, hősei a falvak és városok legkülönbözőbb rétegeit képviselik. 1977-ben megjelent második kötete, a Mindig úton, hazafelé című regény egy téeszelnök életútjának belső monológszerű visszapergetése.
Gondozásában jelent meg Antal Dániel Antal Márton indulása című történelmi elbeszélése (1976) és Kozán Imre Fekete ugar című emlékirata (1978).

## Művei
- Idegenbe reggel érkezz. Tíz riport; Kriterion, Bukarest, 1976
- Mindig úton, hazafelé. Regény; Albatrosz, Bukarest, 1977